# Fenibut
Fenibut (uneori scris și phenibut; IUPAC: acid 4-amino-3-fenilbutiric) este un medicament cu proprietăți anxiolitice, fiind utilizat în unele state (precum Rusia) în tratamentul anxietății și al insomniei. Căile de administrare disponibile sunt intravenoasă și orală.